# 浦州
浦州，唐朝时设置的州。
武德八年（626年）改南浦州置，治所在南浦县（今重庆市万州区）。辖境相当今重庆市万州、梁平等区县地。下辖南浦县（今重庆市万州区）、梁山县（今重庆市梁平区西）、武宁县（今重庆市万州区武陵镇）。贞观八年（634年）改万州。
唐朝浦州刺史
- 周仲隐（632年—637年）